# Primo peccato
Primo peccato (Dreamboat) è un film del 1952 diretto da Claude Binyon. La sceneggiatura, firmata dallo stesso regista, si basa su Love Man, racconto di John D. Weaver pubblicata a puntate su Collier's dal 26 maggio 1950 al 16 giugno 1951.

## Trama
Thornton Sayre è un rispettabile docente universitario, temuto dagli studenti per la sua severità ma, quando la televisione manda in onda una serie di vecchi film, si viene a sapere che molti anni prima l'austero professore, in coppia fissa con l'attrice Gloria Marlowe, è stato un celebre divo del muto, adorato dalle donne. L'amministrazione dell'università reclama le sue dimissioni, ma la presidente Mathilda May Coffey prende tempo prima di prendere una decisione: anche lei, infatti, rivela a Thornton di essere stata una sua sfegatata ammiratrice.
Carol, figlia del professore e fedele seguace dei suoi principi morali, incita suo padre a difendere il proprio onore e lo accompagna a New York per intentare una causa alla compagnia televisiva che mette in onda i film. Mentre Sam Levitt, produttore della TV, insieme a Gloria Marlowe tenta di far recedere Thornton dal suo atteggiamento, il tribunale gli dà ragione e autorizza il ritiro dei film dalla circolazione.
Il professore sta per ripartire per la sua città, ma Carol nel frattempo si è innamorata di Bill Ainslee e il suo atteggiamento cambia completamente: fa presente a suo padre che la sua vita è irreparabilmente cambiata, infatti gli è impossibile tornare al lavoro all'università dopo che ha rifiutato le avances della presidente Coffey e, in più, rischia di non ottenere più il rispetto dei suoi studenti; infine, gli annuncia che lei e Bill hanno deciso di sposarsi.
Thornton intanto riceve da uno studio cinematografico una proposta di rilancio e, visto che produttori e pubblico ancora acclamano il suo nome, firma per alcune nuove pellicole. Qualche mese più tardi, mentre assiste alla prima del suo nuovo film, Gloria gli rivela di aver acquistato il suo contratto e che d'ora in poi sarà lei la sua boss.

## Produzione
Prodotto dalla Twentieth Century Fox, il film venne girato nei 20th Century Fox Studios al 10201 di Pico Blvd., a Century City, Los Angeles. Le riprese durarono dal 27 dicembre 1951 al 15 febbraio 1952, con delle scene aggiunte girate a fine marzo e inizio maggio 1952. Secondo Hollywood Reporter, il ruolo di Gloria Marlowe (che poi sarebbe stato di Ginger Rogers), in origine era stato offerto a Marlene Dietrich.
Durante la sequenza nel nightclub in cui si esibisce Ginger Rogers, l'attrice indossa un abito dorato da sera molto scollato che sarebbe stato poi indossato da Marilyn Monroe ne Gli uomini preferiscono le bionde.

## Distribuzione
Distribuito dalla Twentieth Century Fox, il film uscì nelle sale degli Stati Uniti il 26 luglio 1952 dopo essere stato presentato in prima a New York il 25 luglio.